# 上田キク
上田 キク（うえだ キク）は、日本の漫画家、イラストレーター。

## 主な作品

### 連載
- 真田ハート♡ブレイド（『コミックバーズ』）
- アラド戦記（『コミックバーズ』）
- 懐路堂目録（『comic B's-LOG』）
- キラ☆キラ（『ドラゴンエイジピュア』）
- 〆切様におゆるしを（『月刊ドラゴンエイジ』）
- カラフルぶらぱん（『まんがタイムファミリー』）
- コス・クチュール（『コミックバーズ』）
- 探偵・日暮旅人の隠し物 ～刑事・増子すみれの事件簿～（『月刊コミック電撃大王』）
- 探偵・日暮旅人の結び物（『月刊コミック電撃大王』）
- クラスが異世界召喚されたなか俺だけ残ったんですが（『デンシバーズ』→『comicブースト』）

### 挿絵
- 東風を運ぶ飛魚（『B's-LOG文庫』）
- 黒乙女-シュヴァルツ・メイデン-（『富士見ファンタジア文庫』）